# Raymond Edward Brown

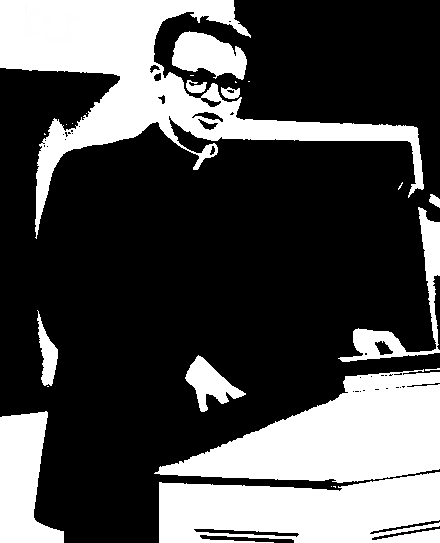
Raymond Edward Brown in monochromer Darstellung

Raymond Edward Brown PSS (auch Raymond E. Brown, * 22. Mai 1928 in New York; † 8. August 1998 in Redwood City) war ein amerikanischer katholischer Neutestamentler.

## Leben und Werk
Raymond E. Brown promovierte 1958 an der Johns Hopkins University. Von 1959 bis 1971 wirkte er als Professor für Neues Testament am St. Mary’s Seminary in Baltimore, von 1971 bis 1974 am Woodstock Seminary sowie von 1967 bis 1990 am Union Theological Seminary in New York.
In seinen ca. 25 Buchveröffentlichungen und seinen zahlreichen Fachartikeln stehen die Kindheitsgeschichte und die Passion Jesu, das Johannes-Evangelium sowie die Kirche der nachapostolischen Zeit im Mittelpunkt der Forschungen. Raymond E. Brown wirkte intensiv im ökumenischen Dialog mit. Er wurde von Paul VI. wie auch von Johannes Paul II. in die Päpstliche Bibelkommission berufen. Raymond E. Brown verteidigte in seinem Werk wissenschaftliche Erkenntnisse, ohne jedoch dabei kirchliche Traditionen in Frage zu stellen.
1983 wurde Brown in die American Academy of Arts and Sciences gewählt.